# 6734 Benzenberg
A 6734 Benzenberg (ideiglenes jelöléssel 1992 FB) a Naprendszer kisbolygóövében található aszteroida. Ueda Szeidzsi és Kaneda Hirosi fedezte fel 1992. március 23-án.